# بارتولینا سیسا
بارتولینا سیسا (انگلیسی: Bartolina Sisa؛ ۱۷۵۰ – ۵ سپتامبر ۱۷۸۱) یک زن آیمارایی و قهرمان بومی بود که شورش‌های متعددی را علیه امپراتوری اسپانیا در چارکاس، که در آن زمان بخشی از نایب‌الملک‌نشین پرو و بولیوی کنونی بود، رهبری کرد. او در کنار همسرش، رهبر سرخ‌پوستان بومی توپاک کاتاری، در سازماندهی اردوگاه‌های نظامی بومی‌ها که لاپاز را به محاصره درآورده بودند، شرکت داشت. بارتولینا عاقبت مورد خیانت قرار گرفت و به مقامات اسپانیایی تحویل داده شد که آنها نیز بعداً او را اعدام کردند.

## زندگی‌نامه
بارتولینا سیسا در حدود سال ۱۷۵۰ در جامعه بومی کاراکوتو، روستایی در رئال اودینسیا چارکاس در نایب‌الملک‌نشین پرو به دنیا آمد. پدر و مادرش خوزه سیسا و جوزفا وارگاس بودند. او هنوز کودک خردسالی بود که خانواده‌اش به سیکا سیکا نقل مکان کردند.

### محاصره لاپاز
بارتولینا سیسا، همسرش و دیگر رهبران بومی مانند خوزه گابریل کوندورکانکی، که بعدها به عنوان توپاک آماروی دوم معروف شد، و برادران داماسیو و توماس کاتاری در جهت هدف ایدئال خود، که توانمند ساختن بومیان بود، به هم پیوستند. آنها موفق شدند حدود ۱۵۰۰۰۰ بومی، عمدتاً کچوا و آیمارا را حول آرمان خود جمع کنند.
در ۱۳ مارس ۱۷۸۱ سیسا و توپاک کاتاری شهر لاپاز، پایتخت آن زمان چارکاس و مقر استعمار رئال اودینسیا، را با نیرویی متشکل از ۲۰۰۰۰ نفر محاصره کردند و بعداً ۸۰۰۰۰ نفر دیگر به آنها ملحق شدند. این شهر در دره‌ای محصور با دسترسی محدود واقع شده است و محاصره توانست تمام رفت و آمدها به شهر را به‌طور کامل مسدود کند. در این مدت، سیسا در همه گذرگاه‌های کوهستانی که به شهر منتهی می‌شد اردوگاه‌های نظامی برپا کرد و به عنوان فرماندهی اصلی نیروهای بومی عمل می‌کرد. در ۲۱ مه، یک نیروی نظامی اسپانیایی تلاش کرد تا محاصره را عقب زده و سیسا را دستگیر کند، اما موفق نشد.
کاتاری و سیسا اردوگاهی را در ال آلتو برپا کردند و ارتش آنها به مدت ۱۸۴ روز، از مارس تا ژوئن و از اوت تا اکتبر، محاصره را حفظ کرد. سیسا یکی از فرماندهان محاصره بود و پس از دستگیری کاتاری در آوریل نقش مهمی را ایفا کرد.

### دستگیری و اعدام
پس از تقریباً ۱۹۰ روز، سرانجام محاصره، با ورود نیروهای تقویتی اسپانیایی که از لیما، لاپلاتا و بوئنوس آیرس آمدند، شکسته شد. نیروهای اسپانیایی از دیگر جوامع بومی که مخالف کاتاری بودند کمک دریافت کردند و این در نهایت به دستگیری او انجامید. آنها در سپتامبر ۱۷۸۲ به دار آویخته شدند.